# 勝利體育會 (開羅)
開羅勝利體育會（阿拉伯语：‎）是一家位於埃及開羅的埃及足球俱樂部。俱樂部目前效力於埃及乙級聯賽，這是埃及足球聯賽系統中的第二高聯賽。隊名النصر在阿拉伯語中意為「勝利」。